# Tiddas
Tiddas (en àrab تيداس, Tīddās; en amazic ⵜⵉⴷⴷⴰⵙ) és una comuna rural de la província de Khémisset, a la regió de Rabat-Salé-Kenitra, al Marroc. Segons el cens de 2014 tenia una població total de 10.047 persones.